# Tipula schummelana
Tipula schummelana är en tvåvingeart som beskrevs av Alexander 1968. Tipula schummelana ingår i släktet Tipula och familjen storharkrankar. Inga underarter finns listade i Catalogue of Life.